# Heraclea Cybistra
Heraclea Cybistra fue una ciudad de la Antigüedad clásica y Edad Media ubicada en el centro-sur de Anatolia, y que corresponde a la moderna ciudad de Ereğli, en la provincia de Konya, en el centro-sur de Turquía. Localizada al noroeste de los Montes Tauro, cerca del punto en el que la ruta hacia las Puertas Cilicias, el principal paso de esta cadena montañosa, entra en las colinas, Heraclea está ubicada sobre la ruta natural de los ejércitos.
Esta ubicación estratégica hizo que tuviera cierta importancia durante el período helenístico, cuando era conocida con el nombre de Cybistra.
Tras las conquistas musulmanas del siglo VII, los Montes Tauro pasaron a constituir una frontera militarizada entre los territorios bizantinos al noroeste y el califato musulmán al sureste. Debido a su ubicación, Heraclea fue saqueada por los árabes en varias ocasiones. En otoño de 803 el califa abasí Harún al-Rashid arrasó la zona circundante. En agosto de 806 (o en 805) Harún al-Rashid capturó la ciudad tras un asedio de treinta días, deportando a sus habitantes a una nueva Heraclea cerca de Raqqa, en Siria. Volvió a manos bizantinas durante las guerras civiles en que se vio sumido el califato a principios del siglo IX, pero en el verano del año 831 (o en 832) fue tomada por el califa al-Mamun.
La ciudad pasó a manos selyúcidas en el siglo XI.
Atravesando Anatolia de camino a Jerusalén, los ejércitos de la Primera Cruzada llegaron a Heraclea el 10 de septiembre de 1097, lugar donde encontraron una resistencia importante por parte de los turcos. Descansaron allí por cuatro días, hasta el 13, tras lo cual los contingentes cristianos se dividieron: Tancredo y Balduino de Boulogne se dirigieron hacia el sudeste, atravesando los Montes Tauro por las Puertas Cilicias, mientras que el ejército principal de Godofredo de Bouillón se dirigió hacia el norte, hacia Cesarea de Capadocia (la moderna Kayseri).
A fines de agosto de 1101, los cruzados de Guillermo II de Nevers intentaron someter la ciudad en su camino hacia Siria, pero fueron rodeados y derrotados por los turcos del sultán Kilij Arslan I. Muy pocos escaparon de la matanza; los jefes huyeron y lograron llegar a Antioquía. A principios de septiembre llegó a Heraclea el ejército dirigido por Guillermo IX de Aquitania y Güelfo I de Baviera, que incluía a Hugo de Vermandois e Ida de Austria. También este contingente fue sorprendido y derrotado aquí por Kilij Arslan, el 5 de septiembre. Hugo de Vermandois fue mortalmente herido, falleciendo en Tarso; Thiemo, arzobispo de Salzburgo, fue tomado prisionero; de Ida de Austria no se tuvieron más noticias. Los pocos supervivientes, entre los que se contaban Guillermo de Aquitania y Güelfo de Baviera, eventualmente llegaron a Antioquía.
Fue en Ereğli que, en 1553 y mientras su ejército acampaba allí antes de cruzar los Montes Tauro en dirección a Persia, el sultán otomano Solimán el Magnífico hizo ejecutar a su primogénito, Mustafá, sospechando que quisiera apoderarse del trono.
Ya en tiempos modernos, la llegada del ferrocarril en 1904, conectando la moderna Ereğli con Konya y Karaman, significó la transformación del pueblo en una ciudad.
Unos 12 km al sur de la ciudad se encuentra el pueblo de Ivriz, conocido por un relieve neohitita esculpido en la roca.